# Condado de Piute
O Condado de Piute é um dos 29 condados do estado americano do Utah. A sede do condado é Junction, e sua maior cidade é Circleville. O condado tem uma área de 1963 km², uma população de 1435 habitantes, e uma densidade populacional de 0,7 hab/km² (segundo o censo nacional de 2000). O condado foi fundado em 1865.